# Klórhexidin
A klórhexidin egy biguanid típusú antiszeptikus és antimikróbás hatású szer, amely hatásos Gram-pozitív, Gram-negatív, fakultatív anaerob, aerob baktériumok és élesztőgombák ellen.

## Hatástan
A klórhexidint a baktériumsejtek gyorsan abszorbeálják, ezt követi a sejtek permeabilitásának változása.
A klórhexidin lipofil csoportjai a sejt lipoprotein hártyájának dezorientációját okozzák, a sejtmembrán ozmotikus képessége károsul. Akadályozza a baktériumsejt anyagcseréjét a membránon keresztül, olyan módon, hogy vagy teljes réteget alkot a sejt egész felületén, vagy úgy, hogy a citoplazma membrán destrukcióját idézi elő. Antimikróbás hatása bakteriosztatikus vagy baktericid. Acne betegségben az antibakteriális hatáson kívül nem elhanyagolható a szer lipidkiválasztást csökkentő hatása sem.

## VIII. Magyar Gyógyszerkönyv
Hivatalos anyagok:
| Klórhexidin-diacetát         | Chlorhexidini diacetas             |
| Klórhexidin-diglükonát-oldat | Chlorhexidini digluconatis solutio |
| Klórhexidin-dihidroklorid    | Chlorhexidini dihydrochloridum     |

## Készítmények
- Alkcema (Valeant)
- Alksebor (Valeant)
- Septofort (Bristol-Myers Squibb)
- Curasept (CURADEN)
- Chlorhexamed
- Corsodyl